# Hospodářská komise pro Afriku
Hospodářská komise OSN pro Afriku (UNECA či ECA) byla založena Hospodářskou a sociální radou OSN v roce 1958, aby napomáhala hospodářské spolupráci mezi členskými státy na africkém kontinentu, na základě doporučení Valného shromáždění OSN.
Je jednou z pěti regionálních Komisí.
54 členských států ECA je právě těch 54 členských států OSN, které leží na africkém kontinentu, či v přilehlých oceánech.

## Program
Práce Komise je strukturována do sedmi programových divizí:
- Africké statistické centrum
- Makroekonomická politika
- Politika sociálního rozvoje
- Inovace a technologie
- Regionální integrace a obchod
- Rozvoj kapacit

## Sídla
- Addis Abeba, Etiopie (sídlo ústředí, Africa Hall, otevřeno 1961)
- Yaoundé, Kamerun (subregionální centrum Střední Afriky)
- Kigali, Rwanda, (subregionální centrum Východní Afriky)
- Rabat, Maroko, (subregionální centrum Severní Afriky)
- Lusaka, Zambie, (subregionální centrum Jižní Afriky)
- Niamey, Niger, (subregionální centrum Západní Afriky)

## Členské státy

Map showing the Member States of the ECA.

- Alžírsko
- Angola
- Benin
- Botswana
- Burkina Faso
- Burundi
- Kapverdy
- Kamerun
- Středoafrická republika
- Čad
- Komory
- Konžská republika
- Pobřeží slonoviny
- Konžská demokratická republika
- Džibutsko
- Egypt
- Eritrea
- Svazijsko
- Etiopie
- Rovníková Guinea
- Gabon
- Gambie
- Ghana
- Guinea
- Guinea-Bissau
- Keňa
- Lesotho
- Libérie
- Libye
- Madagaskar
- Malawi
- Mali
- Mauritánie
- Mauricius
- Mosambik
- Maroko
- Namibie
- Niger
- Nigérie
- Rwanda
- Svatý Tomáš a Princův ostrov
- Senegal
- Seychely
- Sierra Leone
- Somálsko
- Jižní Afrika
- Jižní Súdán
- Súdán
- Tanzanie
- Togo
- Tunisko
- Uganda
- Zambie
- Zimbabwe